# Ice in the Sun
Singles de Status Quo
Black Veils of Melancholy
(1968) Are You Growing Tired of My Love
(1969)
Ice in the Sun est le 3e single issu de l'album Picturesque Matchstickable Messages from the Status Quo du groupe anglais Status Quo.

## Historique
Paru le 26 juillet 1968, il fut produit par John Schroeder pour le label Pye Records. Il fait partie des chansons  composées par Marty Wilde (père de Kim) avec le jazzman Ronnie Scott et données à Status Quo après l'échec du single précédent, Black Veils of Melancholy.
Il atteindra la 8e place dans les charts britanniques où il restera classé pendant 12 semaines. Il se classa aussi en Allemagne (#18) et en Belgique (#19).

## Liste des titres
- Face A : Ice in the Sun (Marty Wilde / Ronnie Scott)  - 2:10
- Face B : When My Mind Is Not Live (Francis Rossi / Rick Parfitt) - 2:48

## Musiciens du groupe
- Francis Rossi : chant, guitare solo
- Rick Parfitt : guitare rythmique, chœurs.
- Alan Lancaster : basse, chœurs.
- John Coghlan : batterie, percussions.
- Roy Lynes : claviers

## Charts
| Date       | Chart            | durée du classement | Position |
| ---------- | ---------------- | ------------------- | -------- |
| 27/08/1968 | UK Singles Chart | 12 semaines         | 17e      |
| 01/10/1968 | Single Top 100   | 4 semaines          | 18e      |
| 19/10/1968 | (W)              | 1 semaine           | 48e      |
| 12/10/1968 | (V)              | 1 semaine           | 19e      |